# Kakrakdalen, Ghazni
Kakrakdalen är en dal i centrala Afghanistan, 150 kilometer sydväst om huvudstaden Kabul. Den ligger i distriktet Waghaz (distrikt) i Ghazniprovinsen.